# ألفريدو بينيا
ألفريدو بينيا (بالإسبانية: Alfredo Antonio Peña)‏ هو صحفي وسياسي فنزويلي، ولد في 13 أبريل 1944 في باركيسيميتو في فنزويلا، وتوفي في 6 سبتمبر 2016 في ميامي في الولايات المتحدة بسبب سرطان. حزبياً، نشط في حركة الجمهورية الخامسة. وقد انتخب عضو مجلس نواب فنزويلا.